# Minerals Management Service

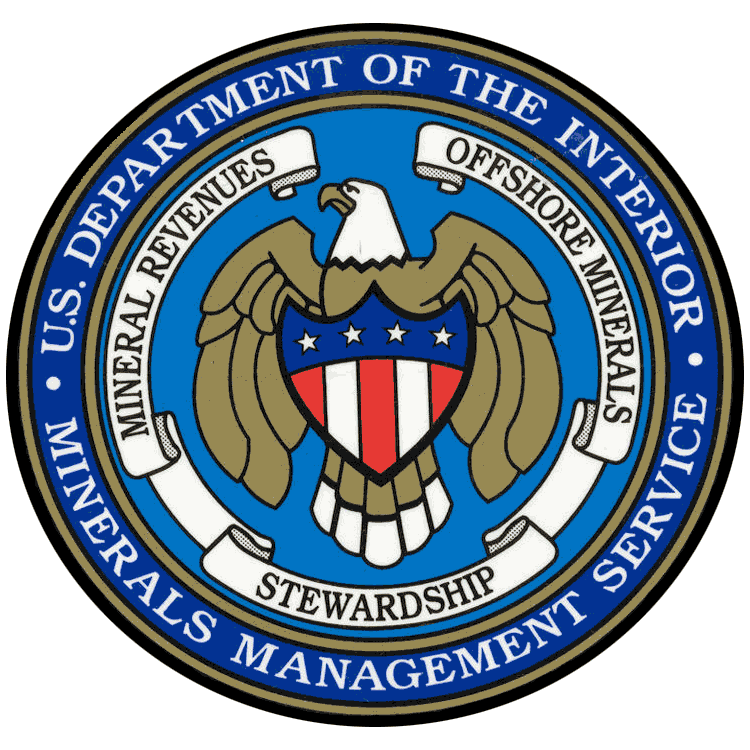
Emblem des Minerals Management Service

Der Minerals Management Service war von 1982 bis 2011 eine Behörde des US-Innenministeriums, welche die nationalen Bodenschätze (Gas, Öl und andere Rohstoffe) auf dem Festlandsockel der Vereinigten Staaten verwaltete. Sie rechnete außerdem die Lizenzeinnahmen für den Abbau von Bodenschätzen an Land für Gebiete ab, die entweder im Bundesbesitz sind oder in Indianerreservaten liegen. Sitz der Behörde war Washington, D.C.
Im Zuge einer Aufspaltung wegen Interessenkonflikten gingen aus dem Minerals Management Service im Oktober 2011 drei neue Behörden hervor: Bureau of Ocean Energy Management, Bureau of Safety and Environmental Enforcement und Office of Natural Resources Revenue.

## Tätigkeiten
Die Behörde war unter anderem für die Lizenzvergabe zur Ausbeutung von offshore Öl- und Gasfeldern zuständig. Sie schrieb die Bedingungen der Ausbeutung vor und kontrollierte die Einhaltung von Umweltvorschriften. Für Land in Bundesbesitz wurden die Lizenzen vom Bureau of Land Management erteilt, für die Indianerreservate von den indianischen Völkern im Rahmen der Selbstverwaltung selbst unter der Rechtsaufsicht des Bureau of Indian Affairs. Dort war der MMS nur für die Abrechnung zuständig. Die Vielzahl der verschiedenen Aufgaben führte zu Vorwürfen wegen Interessenkonflikten.
Im Haushaltsjahr 2010 nahm die Behörde bei einem eigenen Haushalt von 440 Millionen Dollar nach eigenen Angaben 13,7 Milliarden US-Dollar für die Nutzungsrechte von Bundeseigenem Land (Offshore und Onshore) und dem Eigentum der Native-Americans ein.

## Kritik und Aufspaltung
Kritiker warfen der Behörde jahrzehntelang vor, zu eng mit der Energieindustrie, speziell mit der Ölindustrie, zusammenzuarbeiten. Es gab wiederholte Korruptionsfälle, bei denen MMS-Mitarbeiter persönliche Beziehungen zu Mitarbeitern der Ölindustrie hatten, Geld- und Sachleistungen annahmen. Im Zusammenhang der Deepwater-Horizon-Katastrophe wurde bekannt, dass die MMS auf einen früher vorgeschriebenen Notfallplan für diese Plattform verzichtete.
In der Folge der Deepwater-Untersuchungen wurde auch festgestellt, dass das Bureau of Ocean Energy Management, Regulation and Enforcement seit Jahrzehnten seinen Aufsichtspflichten nicht nachgekommen war. Außer den ca. 10.500 aktiven Ölbohrungen befinden sich rund 27.000 aufgelassene Ölbohrungen alleine in US-Hoheitsgewässern des Golf von Mexiko. Darunter sind 3500 als vorübergehend aufgelassen (temporarily abandoned) registriert. Ein Status, der laut Gesetz nur für maximal ein Jahr zulässig ist. Da die Behörde keinerlei Prüfungen vor Ort vornahm, prüfte es lediglich schriftliche Unterlagen, hatte aber kein Verfahren, um im Rahmen einer Wiedervorlage die endgültige Entscheidung über ein Bohrloch zu überprüfen. Daher gab es temporarily abandoned-Bohrungen, die bis in die 1940er Jahre zurückreichen. Die provisorischen Verschlüsse sind nicht auf diese Zeiträume ausgelegt, ihre Dichtigkeit wird von niemandem überprüft.
Als Konsequenz des Unfalls auf der Deepwater Horizon und der folgenden Erkenntnisse ordnete Ken Salazar, der Innenminister der Vereinigten Staaten, im Mai 2010 eine Neuordnung der Zuständigkeiten an. Am 18. Juni 2010 trat eine Umbenennung in Bureau of Ocean Energy Management, Regulation and Enforcement in Kraft, um die Tätigkeiten im Namen darzustellen. Zum 1. Oktober 2011 wurde die Behörde aufgelöst und aus ihren Abteilungen die drei selbständigen Behörden Bureau of Ocean Energy Management, Bureau of Safety and Environmental Enforcement und Office of Natural Resources Revenue  gegründet.